# Jean Baptiste Bùi Tuần
Jean-Baptiste Bùi Tuần (Cam Lai, 21 gennaio 1927 – Long Xuyen, 27 luglio 2024) è stato un vescovo cattolico vietnamita.

## Biografia
Jean Baptiste Bùi Tuần nacque il 21 gennaio 1927 nel comune di Cam Lai, oggi rinominato Đông Cơ, nel distretto di Tiền Hải della provincia di Thai Binh, figlio di contadini poveri ma profondamente devoti.

### Formazione e ministero sacerdotale
Nel 1954 a seguito della divisione del Vietnam si rifugiò ad Hong Kong, dove fu ordinato presbitero il 2 luglio 1955 dal vescovo Dominique Hoàng Văn Đoàn. Rientrato nel Vietnam meridionale, fu poi inviato a Roma per studiare. Conseguito il baccalaureato in filosofia, venne poi mandato in Svizzera, dove ottenne il dottorato in filosofia, e completò gli studi in Germania. Rientrato in patria, venne nominato direttore del seminario maggiore di Long Xuyên e insegnante presso il seminario di Rạch Giá. Negli anni successivi dedicò il proprio servizio pastorale alla cura dei rifugiati nel contesto della guerra civile.

### Ministero episcopale
Il 15 aprile 1975 papa Paolo VI lo nominò vescovo coadiutore di Long Xuyên assegnandogli la sede titolare di Tabunia. 
Ricevette l'ordinazione episcopale il 30 aprile seguente per imposizione delle mani del vescovo Michel Nguyễn Khắc Ngữ, quasi in segreto mentre il Quân Đội Nhân Dân Việt Nam conquistava Saigon e il Vietnam veniva riunificato sotto il governo comunista di Hanoi.
Succeduto alla medesima sede il 30 dicembre 1997, rimase in carica per quasi sei anni ritirandosi per raggiunti limiti di età il 2 ottobre 2003.
Ottenne in patria una certa notorietà anche per la sua attività di scrittore, avendo pubblicato diversi testi e raccolte di poesie, nonché la sua opera principale Thao thức (traducibile come "Irrequietezza"), una serie di cinque volumi pubblicata nel 2007.
Morì a Long Xuyen nella notte del 27 luglio 2024 all'età di 97 anni.

## Genealogia episcopale e successione apostolica
La genealogia episcopale è:
- Patriarca Eliya XII Denha
- Patriarca Yukhannan VIII Hormizd
- Vescovo Isaie Jesu-Yab-Jean Guriel
- Arcivescovo Augustin Hindi
- Patriarca Yosep VI Audo
- Patriarca Eliya XIV Abulyonan
- Patriarca Yosep Emmanuel II Thoma
- Vescovo François David
- Arcivescovo Antonin-Fernand Drapier, O.P.
- Arcivescovo Pierre Martin Ngô Đình Thục
- Vescovo Michel Nguyễn Khắc Ngữ
- Vescovo Jean Baptiste Bùi Tuần

La successione apostolica è:
- Vescovo Joseph Trần Xuân Tiếu (1999)
- Arcivescovo Joseph Ngô Quang Kiệt (1999)